# Голубев, Виктор Викторович
Виктор Викторович Голубев (12 февраля 1878, Санкт-Петербург — 19 апреля 1945, Ханой) — востоковед, археолог и историк искусства.
Окончил университет в Санкт-Петербурге и в Гейдельберге. В молодости уехал во Францию. Ездил в экспедиции, занимался коллекционированием, активной научной, издательской и выставочной деятельностью. Участвовал в Первой мировой войне. С 1920 года до самой смерти работал во Французском институте Дальнего Востока. Виктор Викторович Голубев опубликовал более 150 работ по буддийскому искусству Азии, доарийскому и добуддийскому искусству Индии, искусству и археологии Индокитая и сопредельных стран.

## Биография

### Ранние годы
Виктор Викторович Голубев родился 12 февраля 1878 года в Санкт-Петербурге в дворянской семье. Он был младшим ребёнком в семье Виктора Федоровича Голубева и Анны Петровны, урожденной Лосевой. У Виктора была сестра Мария и брат Лев. Отец Виктора был инженером путей сообщения и успешным промышленником. Благодаря заработанному состоянию, он занимался благотворительностью и меценатством, имел богатую коллекцию предметов искусства. Семья Голубевых была близка к литературным и художественным кругам. Родители уделяли большое внимание образованию сына, он приобрел широкие познания в области литературы, живописи, театра и музыки. Виктор играл на скрипке работы Страдивари, брал уроки у известного педагога Леопольд Ауэра. Он также рисовал и говорил на нескольких языках.
С 1890 по 1892 годы учился в гимназии Карла Мая. В 1896 он сдал экстерном экзамены по программе реального училища и поступил вольнослушателем на естественное отделение физико-математического факультета Санкт-Петербургского университета. В студенческие годы он познакомился с работами М. И. Ростовцева, специалиста по скифам и античному Причерноморью. Виктора заинтересовала тема сверхдальних контактов культур Запада и Востока. Увлечению востоком способствовал и пример дяди, Александра Фёдоровича Голубева, исследователя Памира, Семиречья и Западного Китая.
Изначально выбрав, как и отец, стезю инженера, Виктор все больше увлекался искусством. После окончания университета в 1901 году, он вместе с женой уехал в Баден. Там он поступил в Гейдельбергский университет, где подготовил и успешно защитил диссертацию «Трагедии Мариво в немецких переводах XVII века». Помимо степени доктора филологии, он получил в 1904 году диплом магистра свободных наук со специализацией в области археологии и истории искусств.

### Во Франции
В 1905 году супруги переехали в Париж, где жили по адресу ул. Булонского леса, 26. Голубев вошёл в художественные и литературные круги столицы. Так, с 1905 года он участник Русского кружка художников (иначе — Русского артистического кружка), собиравшегося в мастерской Елизаветы Кругликовой на Монпарнасе, в котором участвовали и многие универсанты-филологи. Голубев близко сошелся со скульптором Огюстом Роденом, который тоже был увлечен азиатским искусством. На этот период жизни приходится формирование научных интересов Голубева как специалиста в области истории старого и нового искусства. Исследования он совмещает с путешествиями, полевыми наблюдениями, активной издательской и выставочной деятельностью. Он коллекционирует персидскую и монгольскую миниатюру, китайскую, русскую и западно-европейскую живопись. Дружит и ведет переписку с Н. К. Рерихом.
Учёный находит подтверждения мощного влияния на Европу восточных очагов культуры в древности и средние века. Он интересуется периодом Кватроченто и часто ездит в Италию. В живописи венецианских и флорентийских мастеров он отмечает следы воздействия китайской, в первую очередь сунской художественной традиции. При содействии издателя Жерара ван Оэста он опубликовал в Брюсселе обширную работу о рисунках Якопо Беллини, главы целой семьи итальянских живописцев венецианской школы. Издание было хорошо принято критикой, Анатоль Франс отмечал вкус с которым были выбраны картины и их анализ.
В октябре 1910 года Голубев в компании писателя Шарля Мюллера и других друзей уехал в экспедицию в Индию, где изучал главным образом монастырский комплекс Аджанты. Здесь он вырабатал собственную методику работы с полевым материалом. По возвращении на следующий год во Францию учёный привез с собой фотоархив из 1500 карточек. Голубев использовал его во время преподавания индийского искусства в крупнейшем центре европейского востоковедения — в Школе восточных языков при Сорбонне, где работал до Первой мировой войны. Эти материалы стали основой образованного в 1920 году отдела фотодокументов Музея Гиме в Париже. Молодой учёный становится признанным специалистом по истории буддистского и светского искусства Индии и Дальнего Востока, знакомится с известными французскими ориенталистами. Широкую известность в научной среде получили организованные им в 1912—1913 годах выставки восточного искусства в Музее Чернуски, одну из которых посетили и высоко оценивали академик С. Ф. Ольденбург и академик Н. К. Рерих. Описание фресок «Peintures bouddhiquees aux hides» — было опубликовано в «Annales du Musee Guimet» (vol. 40, 1913).
Когда началась Первая мировая война, Голубев обратился к послу России во Франции, Александру Извольскому и предложил свою помощь. Его аккредитовали как представителя Русского Красного Креста при французском правительстве в чине полковника. Он присоединился к французской Пятой армии в качестве руководителя одного из автосанитарных отрядов, укомплектованных на средства русской общины во Франции. Помимо этого он активно занимался фотографией и аэрофотосъемкой, что пригодилось ему впоследствии. В 1916—1917 годах Голубев служил в 1-й Русской пехотной бригаде, которая была направлена по приказу императора Николая II на французский фронт.
Революция лишила Голубева основного источника доходов — имений в России: он вынужден был продать часть своих коллекций и подумывал о карьере музыканта, так как блестяще играл на скрипке и имел инструмент работы Страдивари. Несмотря на материальные трудности, сохранил верность своему призванию и после войны возобновил деятельность в области востоковедения. Организовал издание искусствоведческой серии «Ars Asiatica», в которой ему принадлежит том, посвященный шиваистской скульптуре Индии. Читал лекции в Парижском университете, работал секретарем библиотеки университета. Редактор и художник многотомной серии по классическому искусству Востока, иллюстрировал том о тибетском народном театре. Был избран членом Французской Академии изящных искусств.

### В Индокитае
В 1920 году Голубев вступил во Французский институт Дальнего Востока в Ханое; с 1927 его действительный член: в течение 25 лет вел исследовательскую работу в Индокитае. Он стал одним из ведущих археологов. Осуществил археологическую аэрофотосъемку Индокитая. Особый интерес в научном мире вызвали его раскопки в провинции Тханьхоа, исследования бронз Тонкина, происхождения бронзовых барабанов и стратиграфии развалин Ангкора. Совместно с Луи Фино и Анри Пармантье изучал символику посвящённого Локешваре храма Неак-Пеан (Бюллетень Французской школы Дальнего Востока - BEFEO, 23), завершая это исследование публикацией иконографии коня Балахи, а также храмовый комплекс Бантеайсрей. За археологические работы в Индокитае французская Академия удостоила Голубева премии Жиль (1935).

### Последние годы
Умер в Ханое. Могила Голубева не сохранилась — на месте кладбища сейчас улица. По некоторым свидетельствам после 1954 года французские власти вывезли останки В. Голубева вместе с другими для захоронения во Франции.

## Семья
С будущей супругой, Натальей Кросс, несколькими годами его младше, Виктор Голубев познакомился в Петербурге на одном из вечеров в литературно-музыкальном салоне Надежды Евгеньевны Ауэр. Родителями Натальи были Василий Густавович Кросс, сын скрипача Густава Густавовича Кросса, и Зоя Евгеньевна Пеликан, дочь Евгения Венцеславовича Пеликана, известного врача и профессора. Свадьба состоялась в 1900 году в Киеве, где жила семья Натальи.
Их первый сын Виктор родился в 1901 году в Бадене. Второй сын Иван родился уже в Париже 15 декабря 1905 года. Впоследствии их младший сын Иван вернулся в Россию со своей бабушкой, матерью Наталии. Он умер во время блокады Ленинграда в 1942 году. Следы старшего сына обнаруживаются на Балеарских островах во время войны в Испании. Затем он эмигрировал в Америку.
В 1908 году во время путешествия по Италии, Виктор и Наталия были представлены известному итальянскому писателю Габриэле Д'Аннунцио. Через некоторое время Наталья ушла от мужа к писателю. Её черты легко угадываются в героине романа Д’Аннунцио «Леда без лебедя» написанного в 1912 году.
Больше серьезных отношений учёный не заводил.

## Наследие
Архив Голубева находится в Ханое, включает и материалы по русской культуре. Некоторые архивные материалы хранятся в мемориальном собрании Митусовых (Музей-институт семьи Рерихов в Санкт-Петербурге).